# Shitao

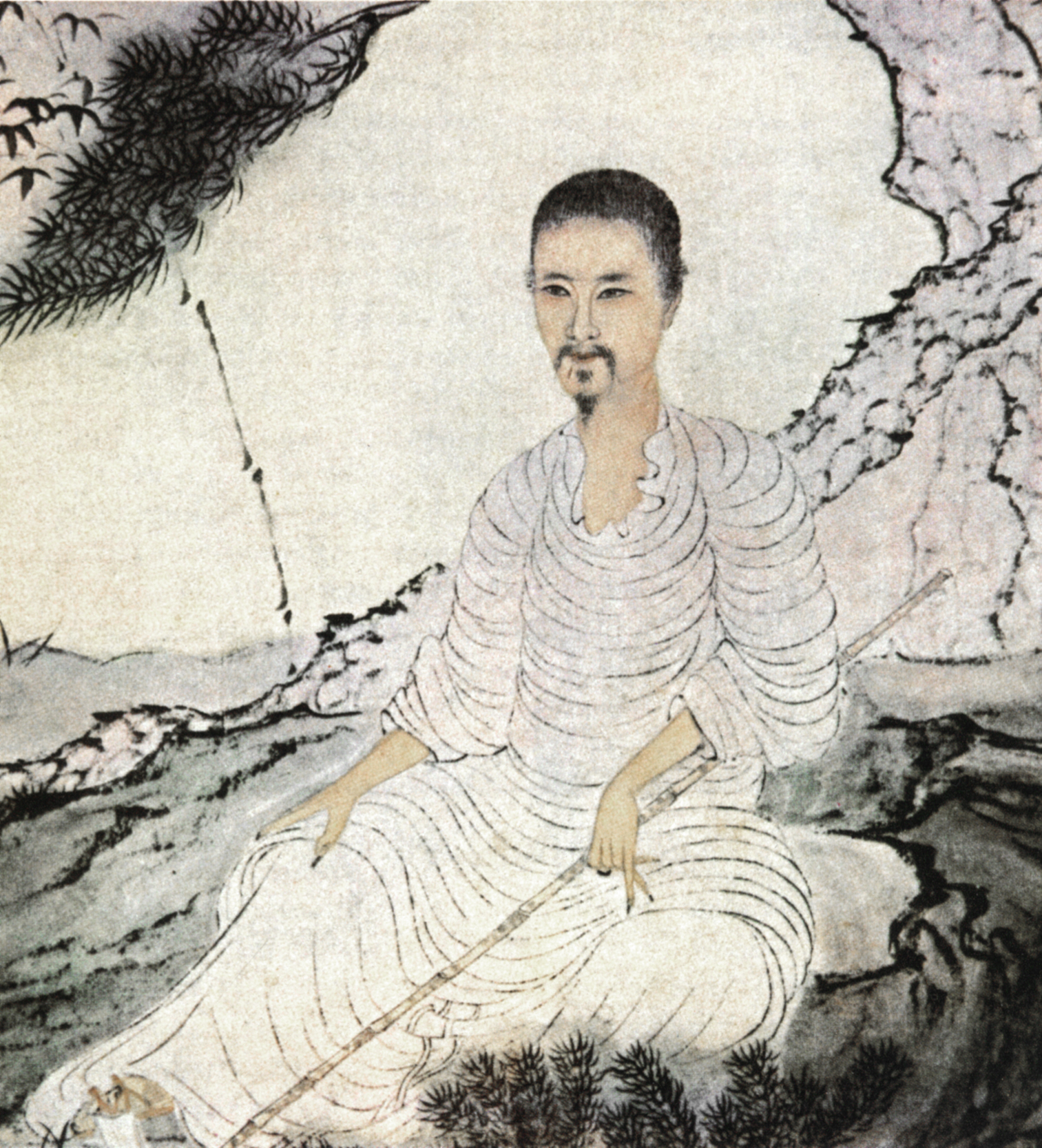
Shitao – autoportret. Narodowe Muzeum Pałacowe w Tajpej

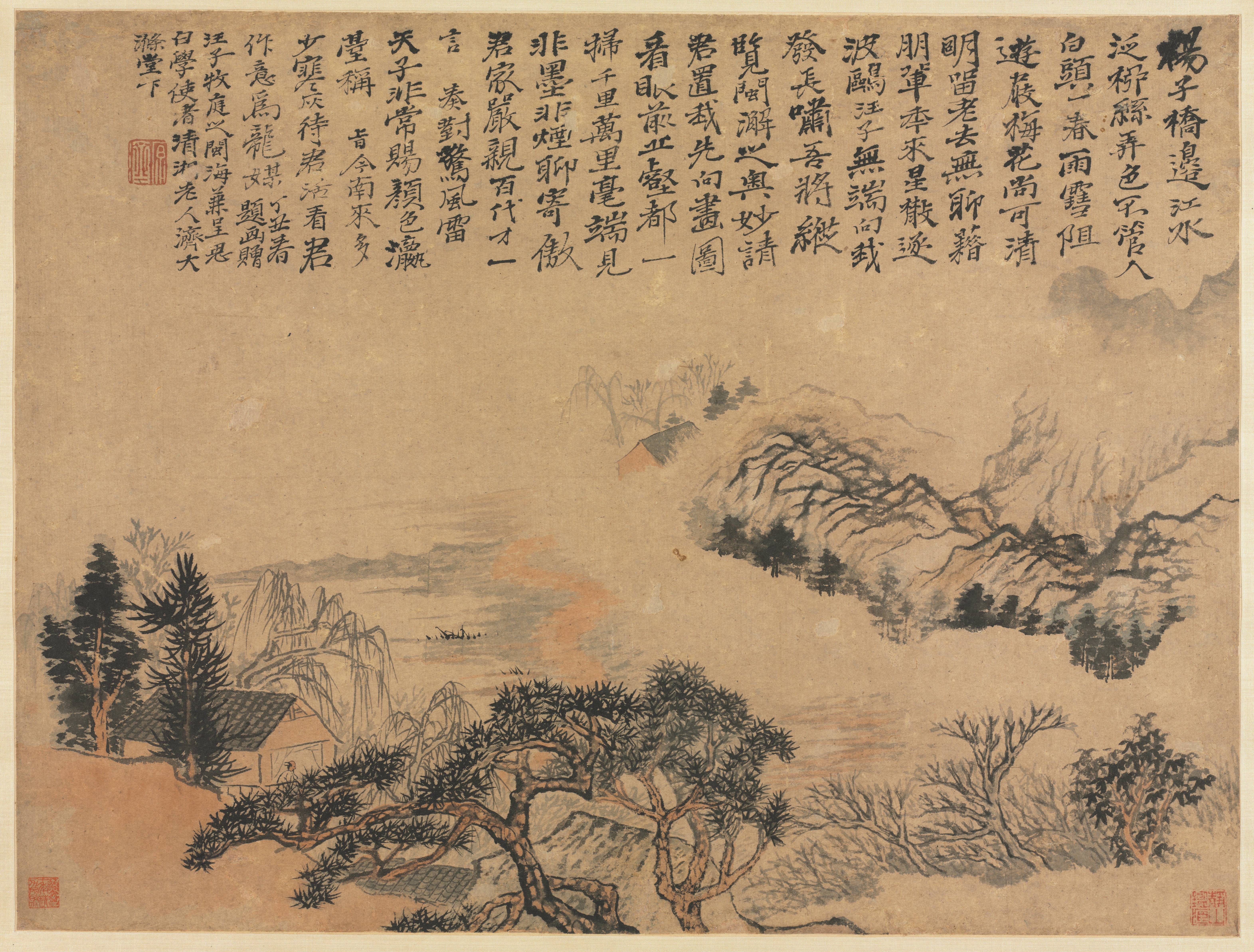
Wiosna nad rzeką Min. Cleveland Museum of Art

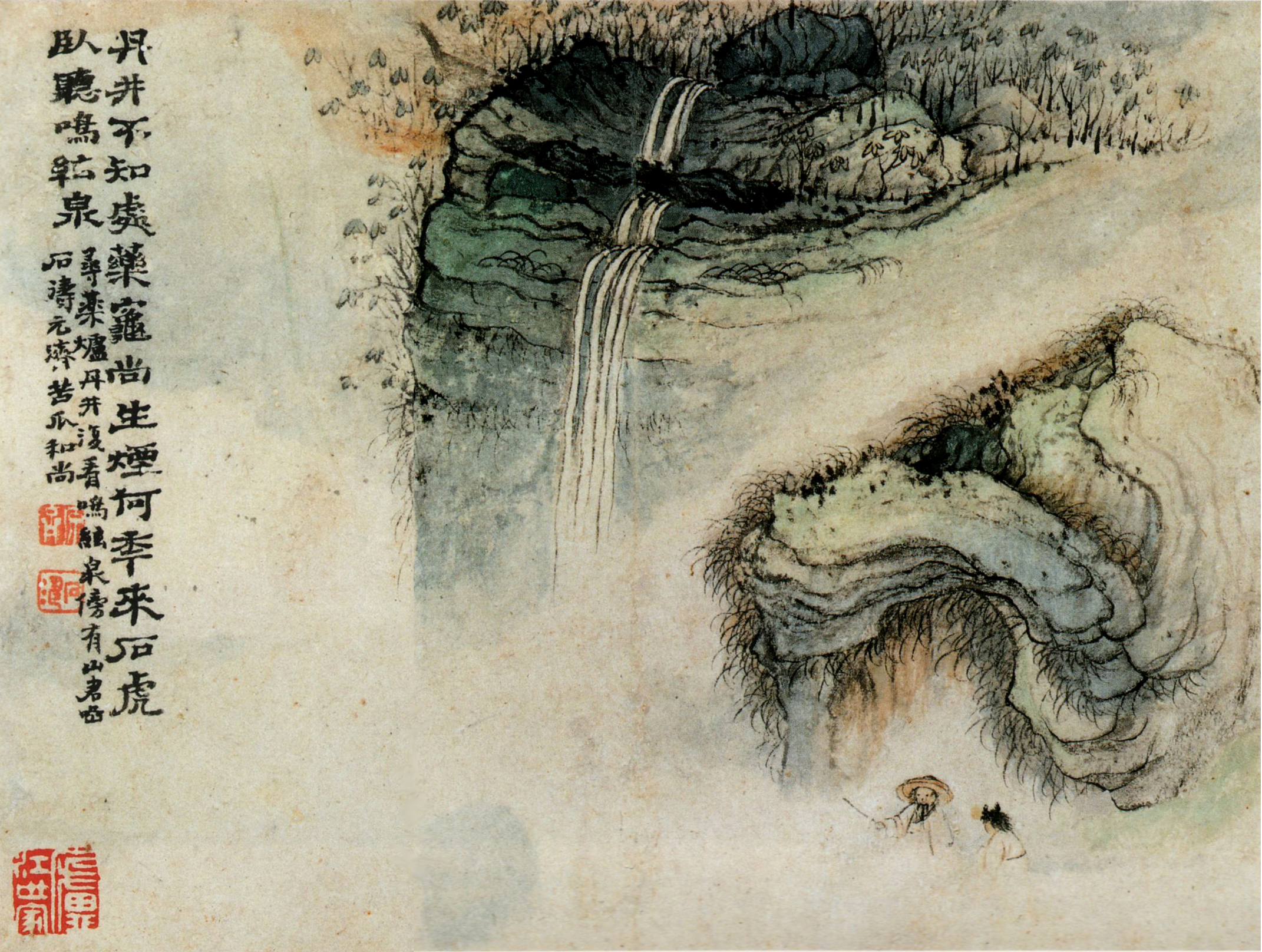
Wodospad Mingxianquan w górach Hutouyan. Sen-oku Hakuko Kan w Kyoto

Shitao (chiń. upr. 石涛; chiń. trad. 石濤; pinyin Shítāo), właśc. Zhu Ruoji (朱若極); ur. ok. 1630 lub 1641; data śmierci niepewna: ok. 1707, 1710, 1720 lub 1724 – chiński malarz, tworzący we wczesnych latach panowania dynastii Qing.
Spokrewniony był z obaloną przez Mandżurów cesarską dynastią Ming. Jego rodzina wywodziła się od starszego brata pierwszego cesarza dynastii Ming, Hongwu. Po upadku dynastii, w wieku 14 lat wstąpił do klasztoru buddyjskiego, by 6 lat później udać się na górę Lushan; przyjął imię zakonne Daoji (道濟), nigdy jednak nie wiódł typowego żywota mnicha. Większość życia spędził w południowych Chinach, jednak wiele podróżował po kraju, przebywając nawet dwa lata w Pekinie na dworze cesarza Kangxi. Ostatecznie osiadł w Yangzhou, gdzie zarabiał na życie malując i projektując ogrody dla elity.
Zaczął malować już jako chłopiec i był prawdopodobnie najoryginalniejszym z wczesnych malarzy qingowskich; jego obrazy są bardziej różnorodne od współczesnych mu Bada Shanrena czy Kun Cana. Nawet podejmując tematy bardzo typowe, przedstawiał je w sposób bardzo indywidualny. Często jednak tworzył kompozycje w pełni oryginalne, zarówno pod względem kompozycji, jak i stylu. Tworzył sugestywne pejzaże, pewnymi ruchami kładąc szerokie plamy tuszu i koloru (charakterystyczne dla niego jest użycie – w wysoce kontrolowany sposób – bardzo płynnego tuszu). Był doskonałym obserwatorem przyrody i wyśmienicie potrafił oddać na papierze atmosferę oglądanego krajobrazu.
W odróżnieniu od innych malarzy swej epoki nie czuł się skrępowany tradycją; uznawał jej znaczenie, ale twierdził, że nadmierne wykształcenie nie pozwala na oryginalność; uważał też, że talent jest ważniejszy niż umiejętności techniczne. Wiedza czerpana ze studiowania dzieł dawnych mistrzów to jedynie instrument; równie ważna jest samodyscyplina i dokładna obserwacja przyrody. Niestety, ani oryginalność jego dzieł, ani jasny wykład teorii, nie doprowadziły do odrodzenia malarstwa chińskiego, które w epoce Qing stawało się coraz bardziej wtórne i naśladowcze.
Swoje poglądy estetyczne wyłożył w eseju Huayulu (画语录), systematycznym wykładzie teorii malarstwa w 18 rozdziałach (polski przekład dziewięciu z nich to Słowa mistrza o malarstwie), mocno zakorzenionym w mistyce chan i taoizmu. Uważał, że podstawę twórczości malarskiej stanowi wypływająca z głębi człowieka „prosta linia”. Styl Shitao charakteryzuje się daleko posuniętym indywidualizmem, malarz świadomie odrzucał tradycję, wielokrotnie dając temu wyraz w podpisach swoich obrazów sformułowaniami typu „brwi i rzęsy dawnych mistrzów nie rosną na mej twarzy” czy „To może wyglądać jak Dong Yuan, ale to nie Dong”. Podkreślał, że naśladowanie mistrzów daje umiejętności, ale muszą być one wykorzystane oryginalnie; próby naśladowania cudzego stylu przypomina dojadanie po kimś zupy.